# Сдериножка
Сдериножка — река в России, протекает в Тутаевском районе Ярославской области; правый приток реки Митька.
Сельские населённые пункты около реки: Верещагино, Макарино, Медведово.